# エゾハマグリ
エゾハマグリ（Liocyma fluctuosum）は、マルスダレガイ目マルスダレガイ科アサリ亜科の二枚貝である。別名、ホソスジハマグリ。北太平洋（北海道以北、アラスカ・カナダまで）に分布（新生代第四紀前期の大桑層から化石が知られている）。潮間帯下部から水深140メートルの砂泥底に生息。

## 形態
殻長35ミリ。卵形の殻は弱く膨らみ、薄い。殻表には光沢がある。腹縁内面は平滑。小月面は浅い溝で区切られ、細長い。楯面はない。殻の内側は白色。套線湾入は浅く、三角形に近い。